# Boeing B-50 Superfortress
Boeing B-50 Superfortress là một loại máy bay ném bom chiến lược hạng nặng của Hoa Kỳ, đây là một sự sửa đổi của loại Boeing B-29 Superfortress sau Chiến tranh thế giới II.

## Biến thể
XB-44
B-29D
B-50A
TB-50A
B-50B
EB-50B
RB-50B
YB-50C
B-50D
DB-50D
KB-50D
TB-50D
WB-50D
RB-50E
RB-50F
RB-50G
TB-50H
KB-50J
KB-50K
B-54A
RB-54A

## Quốc gia sử dụng
United States
Không quân Hoa Kỳ

## Tính năng kỹ chiến thuật (B-50D)
Dữ liệu lấy từ Encyclopedia of U.S. Air Force Aircraft and Missile Systems: Volume II: Post-World War II Bombers, 1945–1973
Đặc tính tổng quát
- Kíp lái: 8
- Chiều dài: 99 ft 0 in (30,18 m)
- Sải cánh: 141 ft 3 in (43,05 m)
- Chiều cao: 32 ft 8 in (9,96 m)
- Diện tích cánh: 1,720 foot vuông (0,1598 m2)
- Trọng lượng rỗng: 84.714 lb (38.426 kg)
- Trọng lượng có tải: 121.850 lb (55.270 kg)
- Trọng lượng cất cánh tối đa: 173.000 lb (78.471 kg)
- Động cơ: 4 × Pratt & Whitney R-4360-35 , 3.500 hp (2.600 kW)  mỗi chiếc
- Động cơ: 2 × General Electric J47-GE-23 , 5.200 lbf (23 kN) thrust  mỗi chiếc

Hiệu suất bay
- Vận tốc cực đại: 394 mph (634 km/h; 342 kn) trên độ cao 30.000 ft (9.150 m)
- Vận tốc hành trình: 244 mph (212 kn; 393 km/h)
- Bán kính chiến đấu: 2.394 mi (2.080 nmi; 3.853 km)
- Tầm bay chuyển sân: 7.750 mi (6.735 nmi; 12.472 km)
- Trần bay: 36.900 ft (11.247 m)
- Vận tốc lên cao: 2.200 ft/min (11 m/s)
- Tải trên cánh: 70,19 lb/foot vuông (342,7 kg/m2)
- Công suất/khối lượng: 0,115hp/lb

Vũ khí trang bị

- Súng:
- 13× Súng máy M2 Browning.50 in (12,7 mm)
- Bom:
- 20.000 lb (9.100 kg) bên trong khoang quân giới
- 8.000 lb (3.600 kg) trên các giá treo ngoài

### Citations
1. ↑  Knaack 1988, p. 174.
2. ↑  Knaack 1988, các trang 200–201.